# اولگا ویلوخینا
اولگا ویلوخینا (روسی: Ольга Геннадьевна Вилухина؛ زادهٔ ۲۲ مارس ۱۹۸۸) ورزشکار دوگانه اهل روسیه است.
در بازی‌های المپیک زمستانی ۲۰۱۴ وی که موفق به کسب دو مدال نقره شده بود پس از اعلام مثبت شدن دوپینگش عناوین کسب شده از او پس گفته شد، ویلوخینا همچنین برندهٔ جوایزی همچون نشان دوستی شده‌است.